# Nasal retroflexa surda
O nasal retroflexo surdo é um tipo extremamente raro de fonema nasal, usado em muito poucas línguas. O símbolo no alfabeto fonético internacional que representa este som é o simbolo /ɳ̊/ uma combinação da letra nasal retroflexa expressa e um sinal diacrítico redondo que indica uma fonação surda, como no som /f/, que é a versão surda de /v/.

## Características
- Sua forma de articulação é oclusiva, ou seja, produzida pela obstrução do fluxo de ar no trato vocal. Como a consoante também é nasal, o fluxo de ar bloqueado é redirecionado pelo nariz.
- Seu local de articulação é retroflexo, o que significa prototipicamente que ele está articulado subapical (com a ponta da língua enrolada para cima), mas de forma mais geral, significa que é pós-alveolar sem ser palatalizado. Ou seja, além da articulação subapical prototípica, o contato da língua pode ser apical (pontiagudo) ou laminal (plano).
- Sua fonação é surda, o que significa que é produzida sem vibrações das cordas vocais.
- É uma consoante nasal, o que significa que o ar pode escapar pelo nariz, exclusivamente (plosivas nasais) ou adicionalmente pela boca.
- O mecanismo da corrente de ar é pulmonar, o que significa que é articulado empurrando o ar apenas com os pulmões e o diafragma, como na maioria dos sons.

## Ocorrência
| Línguas | Palavra                | AFI |
| ------- | ---------------------- | --- |
| Iaai    | [ exemplo necessário ] |     |